# Andreas Friz
Andreas Friz (Barcelona, 1711. július 28. – Görz, 1790) teológiai doktor, jezsuita rendi pap, tanár.

## Élete
Spanyolországból származott, 1726-ban lépett a rendbe. Előbb Grazban a poézist tanította, azután Szakolcán és Győrött latin és görög nyelvet. Később a bécsi Theresianumban volt tanár. A rend eltörlése előtti három évben Görzben a matézist tanította.

## Munkái
- Zrinyius ad Szigethum. Comoedia a rhetoribus Posonii acta. Viennae, 1738

Többi, nem hazai tárgyú 12 munkája, melyek címét Stoeger felsorolja, szintén külföldön jelentek meg. 